# 調理師法
調理師法（ちょうりしほう、昭和33年5月10日法律第147号）は、調理師全般の職務・資格などに関する日本の法律である。
1958年5月10日に公布され、同年11月9日に施行された。